# Alfred Schmidt
Alfred Schmidt (Berlín, 19 de maig 1931 – Frankfurt del Main, 28 d'agost 2012) fou un filòsof i sociòleg alemany. Ha sigut professor a la Universitat de Frankfurt.